# Lê Văn Minh (thẩm phán)
Lê Văn Minh (sinh ngày 30 tháng 11 năm 1964) là một thẩm phán người Việt Nam. Ông hiện là Thẩm phán Tòa án nhân dân tối cao của Việt Nam, thành viên Hội đồng Thẩm phán Tòa án nhân dân tối cao.

## Giáo dục
Lê Văn Minh sinh ngày 30 tháng 11 năm 1964, quê quán tại xã Yên Thái, huyện Yên Định, tỉnh Thanh Hóa.
Ông có trình độ Thạc sĩ Luật học.

## Sự nghiệp
Tháng 4 năm 2010, ông được bổ nhiệm làm Thẩm phán Tòa án nhân dân tối cao.
Từ tháng 4 năm 2010 đến ngày 20 tháng 2 năm 2014, ông tham gia xét xử giám đốc thẩm, tái thẩm án hành chính, dân sự, kinh tế được 30 vụ án, chủ tọa 6 vụ, và chưa tham gia xét xử giám đốc thẩm, tái thẩm án hình sự, chưa có thời gian tham gia xét xử tại Tòa án cấp sơ thẩm, phúc thẩm.
Chiều ngày 20 tháng 2 năm 2014, ông là một trong ba người được Chánh án Tòa án nhân dân tối cao Trương Hòa Bình đề cử làm thành viên Hội đồng Thẩm phán Tòa án nhân dân tối cao (hai người kia là Lý Khánh Hồng và Nguyễn Anh Tiến), nhưng bị Ủy ban Tư pháp của Quốc hội bác với lí do ông chưa phải là Thẩm phán Tòa án nhân dân tối cao đã được Quốc hội phê chuẩn.
Ngày 26 tháng 6 năm 2015, Quốc hội Việt Nam khóa 13 đã bỏ phiếu phê chuẩn đề nghị của Chánh án Tòa án nhân dân tối cao Trương Hòa Bình về việc bổ nhiệm ông làm Thẩm phán Tòa án nhân dân tối cao, với tỉ lệ đại biểu Quốc hội bỏ phiếu đồng ý phê chuẩn là 88,66% (470 phiếu hợp lệ - 2 phiếu không hợp lệ; 438 phiếu đồng ý – 32 phiếu không đồng ý). Lúc này ông đang là Thẩm phán Tòa án Nhân dân Tối cao, Viện trưởng Viện Khoa học xét xử Tòa án Nhân dân Tối cao.